# Emma Bardac
Pour les articles homonymes, voir Bardac.
Emma Bardac, née Moyse en juillet 1862 à Bordeaux et morte en août 1934 à Paris, est une cantatrice française connue pour avoir été l'amante de Gabriel Fauré et l'épouse de Claude Debussy.

## Biographie

### Enfance et premier mariage
Emma Léa Moyse est née à Bordeaux le 10 juillet 1862. Elle est la fille du commis marchand et tailleur Isaac Jules Moyse (1823-?) et Laure Iffla (1830-1915). Son oncle est le financier et mécène Daniel Iffla Osiris. Emma passe ses vacances d'enfance à la Villa Riquet à Arcachon, ville où elle se marie à 17 ans avec le banquier parisien Sigismond Bardac (1856-1919) avec qui elle aura deux enfants, le futur compositeur Raoul et Hélène, dite Dolly (1892-1985), qui deviendra madame Gaston de Tinan.

### Vie mondaine
Emma est une femme du monde, sophistiquée, brillante conversationniste et une chanteuse accomplie.
Elle rencontre Gabriel Fauré et entame une relation passionnelle avec lui pendant l'été 1892. Fauré écrit sa suite Dolly pour Hélène et le cycle La Bonne chanson, d'après Verlaine, pour Emma elle-même.

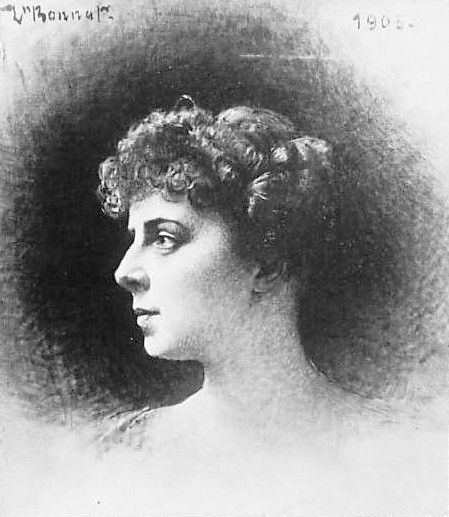
Emma Bardac par Léon Bonnat (1903)

À la fin de l'année 1903, elle est présentée à Claude Debussy par son fils pianiste, Raoul, un de ses étudiants. Leur amour, qu'ils abritent à Jersey puis à Dieppe, l'été 1904, commence au mois de juin. Emma et Sigismond divorcent le 4 mai 1905, Debussy le 17 juillet de la même année. Emma et Debussy se remarient le 20 janvier 1908 à Paris (16e). Dans son Journal littéraire à la date du 24 juin 1908, Paul Léautaud avance que La femme nue, pièce d'Henry Bataille, créée le 27 février 1908 au théâtre de la Renaissance, serait inspirée de cette affaire. Seules les initiales sont indiquées.
À la suite de son divorce et de son remariage, l'oncle Osiris déshérite sa nièce Emma en la retirant de son testament.

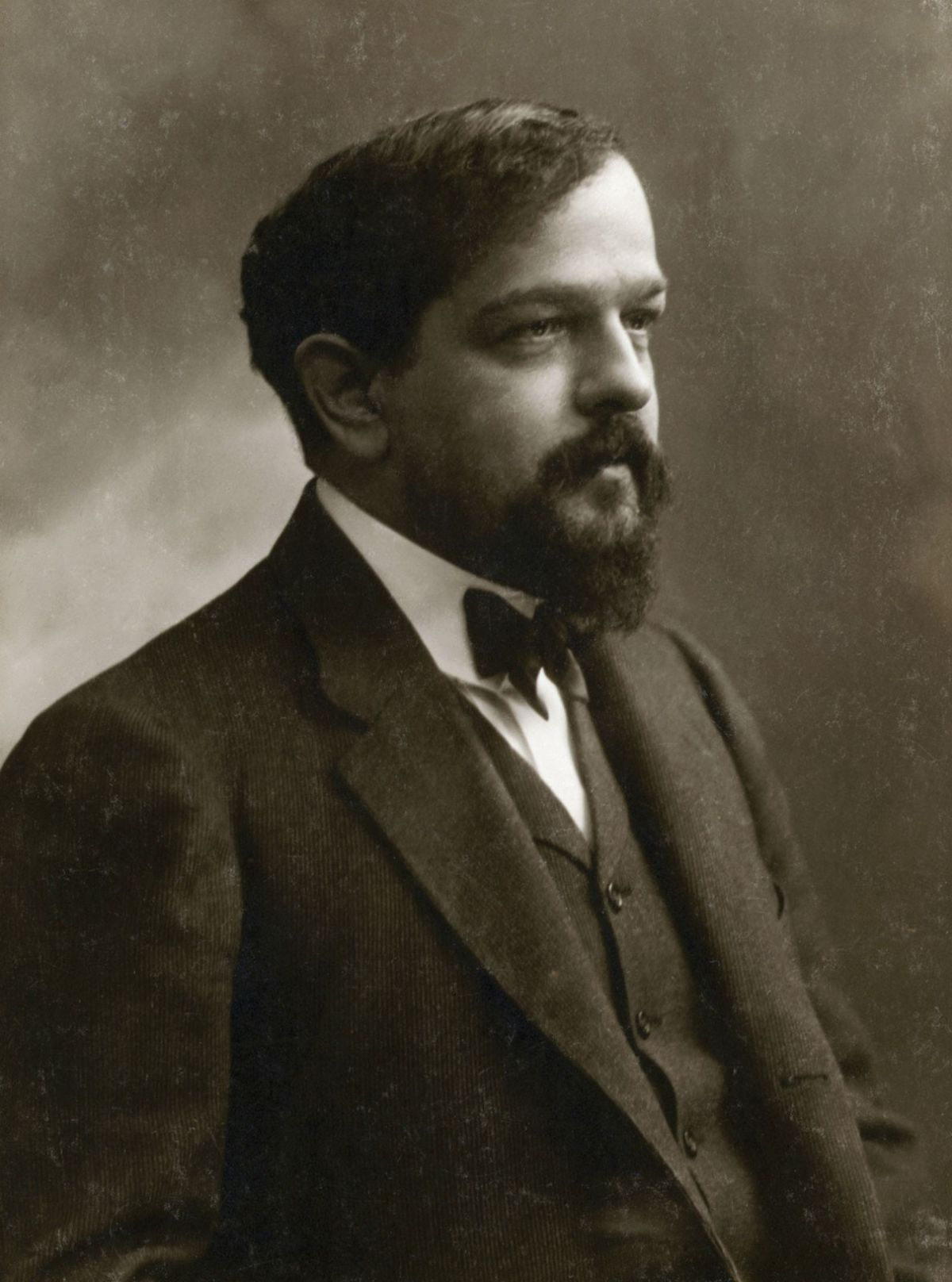
Claude Debussy par Nadar (v. 1908)

Le couple a une fille, Claude-Emma (née le 30 octobre 1905), surnommée « Chouchou », à qui il dédicace Children's Corner composé en 1909. Chouchou meurt de diphtérie le 14 juillet 1919, un an après son père. L’album que Claude Debussy lui consacre porte cette dédicace : « À ma très chère Chouchou… avec les tendres excuses de son père pour ce qui va suivre ». Après la mort de Debussy, le pianiste Alfred Cortot jouera ces morceaux en sa présence. Elle aurait alors déclaré : « Papa écoutait davantage ».
Claude Debussy dédicace ses Six sonates pour divers instruments à sa femme Emma. Il aura le temps de composer seulement trois des six sonates avant sa mort : La Première pour violoncelle et piano (1915), La Deuxième pour flûte, alto et harpe, La Troisième pour violon et piano (1916-1917).

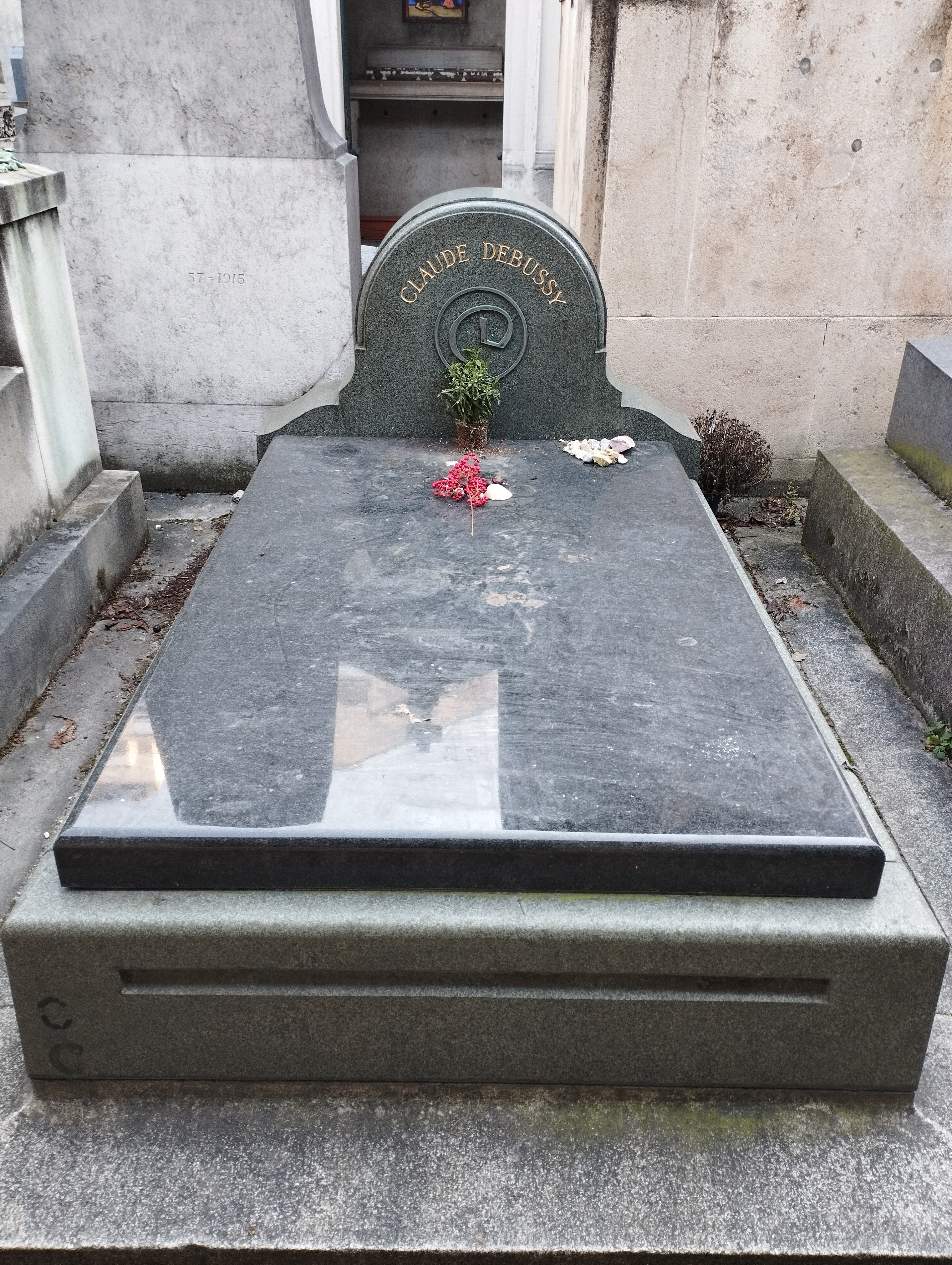
Tombe de Claude Debussy et Emma Bardac au cimetière de Passy (division 14).

Le couple Debussy habite la prestigieuse avenue du bois de Boulogne à Paris. La dernière résidence d’Emma, au 24 rue Vineuse, se situe près du cimetière de Passy où repose son époux.
Emma Debussy revient plusieurs fois seule à Saint-Jean-de-Luz où son époux et elle avaient passé leurs dernières vacances. Sa correspondance montre sa dépendance envers d’autres musiciens pour aider à maintenir la musique de son mari en vie après sa mort.
Emma meurt le 20 août 1934 dans son appartement du 16e arrondissement de Paris. Elle repose avec sa fille Claude-Emma auprès de Claude Debussy, au cimetière de Passy, à Paris. Toutes deux ont leur nom inscrit au dos de la stèle.